# Supercoupe de Russie de football 2008
La Supercoupe de Russie de 2008 est la sixième édition de la Supercoupe de Russie. Ce match de football a lieu le 9 mars 2008 au stade Loujniki de Moscou, en Russie.
Elle oppose l'équipe du Zénith Saint-Pétersbourg, championne de Russie en 2007, à celle du Lokomotiv Moscou,  vainqueur de la Coupe de Russie 2006-2007.
Les règles du match sont les suivantes : la durée de la rencontre est de 90 minutes divisée en deux mi-temps de 45 minutes ; en cas de match nul à l'issue de ce temps réglementaire, deux mi-temps de prolongation d'une durée d'un quart d'heure chacune sont jouées suivi d'une séance de tirs au but si l'égalité persiste à l'issue de la prolongation. Trois remplacements sont autorisés pour chaque équipe.
La première mi-temps voit le Zénith prendre l'avantage par l'intermédiaire d'Andreï Archavine. Les Cheminots parviennent à revenir au cours de la deuxième période, Rodolfo remettant les deux équipes à égalité à la soixante-neuvième minute de jeu. Les deux équipes sont réduites à dix dix minutes après à la suite des expulsions de Dmitri Torbinski pour le Lokomotiv et de Vladislav Radimov côté Zénith. Cela n'empêche par les Pétersbourgeois de reprendre l'avantage trois minutes plus tard sur un but de Pavel Pogrebniak. Ceux-ci sont par la suite réduits à neuf au cours du temps additionnel après l'exclusion d'Ivica Križanac mais parviennent à tenir leur victoire à l'issue de la rencontre et remportent ainsi leur première supercoupe.

## Feuille de match
| ·             |                       |     |
| Titulaires :  |                       |     |
|               |                       |     |
| 16            | Viatcheslav Malafeïev |     |
| 4             | Ivica Križanac        |     |
| 14            | Tomáš Hubočan         |     |
| 22            | Aleksandr Anioukov    |     |
| 11            | Radek Širl            |     |
| 15            | Roman Chirokov        |     |
| 18            | Konstantine Zyrianov  |     |
| 20            | Viktor Faïzouline     | 72e |
| 44            | Anatoliy Tymoshchuk   |     |
| 8             | Pavel Pogrebniak      |     |
| 10            | Andreï Archavine      |     |
|               |                       |     |
| Remplaçants : |                       |     |
| 27            | Igor Denisov          | 72e |
|               |                       |     |
| Entraîneur :  |                       |     |
| Dick Advocaat |                       |     |

| ·              |                       |     |
| Titulaires :   |                       |     |
|                |                       |     |
| 1              | Ivan Levenets         |     |
| 4              | Rodolfo               |     |
| 5              | Emir Spahić           |     |
| 17             | Dmitri Sennikov       |     |
| 41             | Sergueï Gurenko       |     |
| 10             | Davit Mujiri          | 46e |
| 55             | Rénat Ianbaïev        |     |
| 63             | Diniyar Bilyaletdinov | 88e |
| 9              | Peter Odemwingie      |     |
| 11             | Dmitri Sytchev        |     |
| 25             | Răzvan Cociş          |     |
|                |                       |     |
| Remplaçants :  |                       |     |
| 7              | Dmitri Torbinski      | 46e |
| 19             | Dramane Traoré        | 88e |
|                |                       |     |
| Entraîneur :   |                       |     |
| Rashid Rahimov |                       |     |

| ·             |                       |     |
| Titulaires :  |                       |     |
|               |                       |     |
| 16            | Viatcheslav Malafeïev |     |
| 4             | Ivica Križanac        |     |
| 14            | Tomáš Hubočan         |     |
| 22            | Aleksandr Anioukov    |     |
| 11            | Radek Širl            |     |
| 15            | Roman Chirokov        |     |
| 18            | Konstantine Zyrianov  |     |
| 20            | Viktor Faïzouline     | 72e |
| 44            | Anatoliy Tymoshchuk   |     |
| 8             | Pavel Pogrebniak      |     |
| 10            | Andreï Archavine      |     |
|               |                       |     |
| Remplaçants : |                       |     |
| 27            | Igor Denisov          | 72e |
|               |                       |     |
| Entraîneur :  |                       |     |
| Dick Advocaat |                       |     |

| ·              |                       |     |
| Titulaires :   |                       |     |
|                |                       |     |
| 1              | Ivan Levenets         |     |
| 4              | Rodolfo               |     |
| 5              | Emir Spahić           |     |
| 17             | Dmitri Sennikov       |     |
| 41             | Sergueï Gurenko       |     |
| 10             | Davit Mujiri          | 46e |
| 55             | Rénat Ianbaïev        |     |
| 63             | Diniyar Bilyaletdinov | 88e |
| 9              | Peter Odemwingie      |     |
| 11             | Dmitri Sytchev        |     |
| 25             | Răzvan Cociş          |     |
|                |                       |     |
| Remplaçants :  |                       |     |
| 7              | Dmitri Torbinski      | 46e |
| 19             | Dramane Traoré        | 88e |
|                |                       |     |
| Entraîneur :   |                       |     |
| Rashid Rahimov |                       |     |